# Leptoxis crassa
Leptoxis crassa är en snäckart som först beskrevs av Samuel Stehman Haldeman 1842.  Leptoxis crassa ingår i släktet Leptoxis och familjen Pleuroceridae.

## Underarter
Arten delas in i följande underarter:
- L. c. anthonyi
- L. c. crassa